# Svenska Badmintonförbundet
Svenska Badmintonförbundet, förkortat SBF, är ett svenskt specialidrottsförbund för badminton. Bildat 1936 och invalt i Riksidrottsförbundet 1942. Förbundets kansli ligger i Idrottens hus i Stockholm.